# وایولا بری
وایولا بری (به انگلیسی: Viola Barry) (زاده ۴ مارس ۱۸۹۴ - درگذشت ۲ آوریل ۱۹۶۴) یک هنرپیشه اهل ایالات متحده آمریکا بود.

## فیلم‌شناسی
از فیلم‌های او می‌توان به سرگرمی مورد علاقه‌اش و کمک! کمک! هاری! اشاره نمود.